# Tobias Bonhoeffer

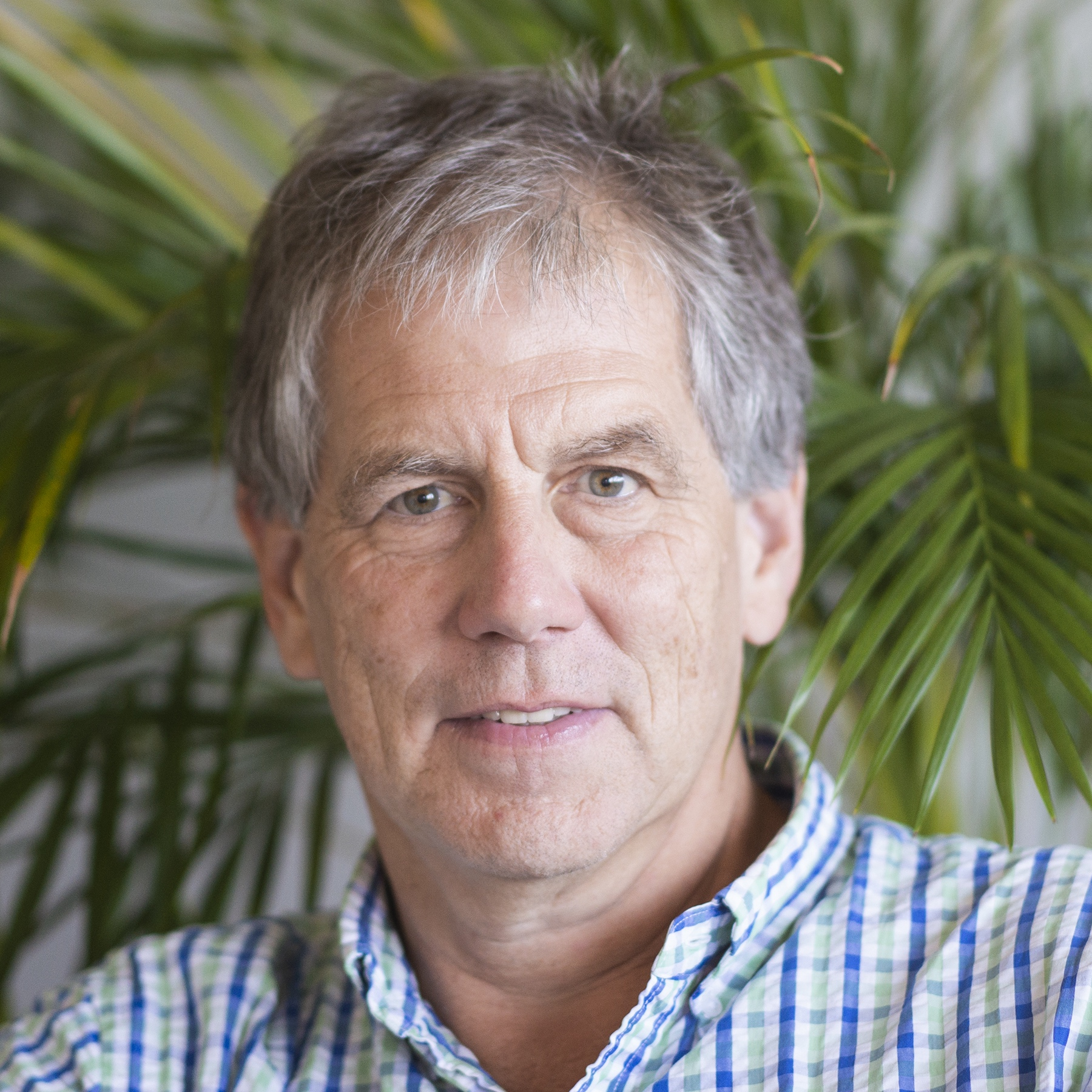
Tobias Bonhoeffer, 2018

Tobias Bonhoeffer (* 9. Januar 1960 in Berkeley, Kalifornien) ist ein deutsch-amerikanischer Neurobiologe. Er ist Direktor der Abteilung Synapsen – Schaltkreise – Plastizität am Max-Planck-Institut für biologische Intelligenz, (ehemals Max-Planck-Institut für Neurobiologie). Sein Vater war der Neurobiologe Friedrich Bonhoeffer, der Direktor am Max-Planck-Institut für Entwicklungsbiologie in Tübingen war.

## Leben und Wirken
Bonhoeffer studierte Physik an der Universität Tübingen. Mit seiner Forschungsarbeit am Max-Planck-Institut für biologische Kybernetik wurde er an der Universität Tübingen promoviert. Als Postdoktorand arbeitete er an der Rockefeller University (USA) und am Max-Planck-Institut für Hirnforschung in Frankfurt am Main. Anschließend leitete er eine selbstständige Arbeitsgruppe am Max-Planck-Institut für Psychiatrie in München, bevor er 1998 zum Direktor am Max-Planck-Institut für Neurobiologie, dem heutigen Max-Planck-Institut für biologische Intelligenz, berufen wurde.
Tobias Bonhoeffer war zwischen 2008 und 2011 Sektionsvorsitzender der biologisch-medizinischen Sektion der Max-Planck-Gesellschaft. Mitte 2008 wurde er zum Gründungspräsidenten des Institute of Science and Technology Austria (ISTA) in Maria Gugging bei Wien nominiert, gab aber am 21. Juli 2008 bekannt, aus persönlichen Gründen auf die angebotene Leitung des ISTA zu verzichten.
2014 wurde Bonhoeffer in den Aufsichtsrat (Board of Governors) des britischen Wellcome Trust berufen und war dort als Governor bis Ende 2021 tätig. 2016 wurde er wissenschaftlicher Berater der Chan Zuckerberg Initiative, gegründet von Mark Zuckerberg und seiner Frau Priscilla Chan. Im Jahr 2017 wurde er zum Vorsitzenden des Wissenschaftlichen Rats der Max-Planck-Gesellschaft gewählt.

## Wissenschaftliche Schwerpunkte
Bonhoeffers Arbeiten beschäftigen sich mit den zellulären Grundlagen von Lernen und Gedächtnis sowie der frühen postnatalen Entwicklung des Gehirns. Ihm und seinen Mitarbeitenden gelang erstmalig der Nachweis von „pinwheels“ im visuellen System von Säugern mit Hilfe hochauflösender bildgebender Verfahren. Andere Arbeiten beschäftigten sich mit Nervenwachstumsfaktoren, insbesondere Brain-derived neurotrophic factor (BDNF), der funktionellen Verstärkung von Synapsen, die sich in morphologischen Veränderungen von Nervenzellen niederschlägt, indem neue dendritische Dornen (spines) gebildet werden, dem gezielten Abbau von Proteinen als Mechanismus für das Speichern von Informationen im Nervensystem und damit, dass viele der bei einem Lernvorgang gewachsenen Zellkontakte bei Nichtbenutzung nur inaktiviert, aber nicht abgebaut werden; dadurch soll späteres Wiedererlernen wesentlich schneller vonstattengehen.

## Wichtige Entdeckungen
Bonhoeffers Arbeit führte zu einer Reihe wichtiger wissenschaftlicher Entdeckungen. Dazu gehören:
- der Nachweis der Existenz von „Pinwheels“ im visuellen System von Säugetieren durch intrinsische optische Bildgebung (Bonhoeffer & Grinvald, Nature 1991)[8]
- der Nachweis, dass Neurotrophine, insbesondere der Brain-derived neurotrophic factor, eine wichtige Rolle bei der synaptischen Plastizität spielen (Korte et al., PNAS 1995 & 1996)[9][10]
- die Beobachtung, dass die funktionelle Verstärkung von Synapsen mit morphologischen Veränderungen der Nervenzelle einhergeht, genauer gesagt mit der Bildung von dendritischen Dornen (Engert & Bonhoeffer, Nature 1999)[11]
- der Nachweis, dass Hippocampus-Dornen eine aktivitätsabhängige, bidirektionale strukturelle Plastizität aufweisen (Nägerl et al., Neuron 2004)[14]
- den Nachweis, dass lang anhaltende synaptische Plastizität sowohl von der Proteinsynthese als auch vom Proteinabbau abhängt (Fonseca et al., Neuron 2006)[12]
- die Erkenntnis, dass neue synaptische Kontakte, die während eines Lernprozesses entstehen, bestehen bleiben, auch wenn die gelernte Information vergessen wurde; dies erleichtert das spätere Neulernen (Hofer et al., Nature 2009)[13]
- der Nachweis, dass Nager lernen können visuelle Reize Kategorien zuzuordnen und dass bei diesem Lernvorgang wichtige Veränderungen im medialen präfrontalen Kortex vonstattengehen (Reinert et al., Nature 2021)[15]

## Auszeichnungen und Mitgliedschaften
- seit 2003: Mitglied der Academia Europaea[16]
- 2004:  Ernst-Jung-Preis für Medizin
- seit 2006: Mitglied der  European Molecular Biology Organization (EMBO)[17]
- seit 2010: Mitglied der Deutschen Akademie der Naturforscher Leopoldina.[18]
- seit 2020: Mitglied der US-amerikanischen National Academy of Sciences[19]

## Ausgewählte Boards wissenschaftlicher Institutionen
- Wellcome Trust, Mitglied des Board of Governors (2014–2021)[6]
- Chan Zuckerberg Initiative, Mitglied des wissenschaftlichen Beirats (seit 2016)[7]
- IU Internationale Hochschule, Mitglied des wissenschaftlichen Beirats[20]